# Cricca del Guizhou
La cricca del Guizhou era una cricca militare cinese del periodo dei signori della guerra che dominava sulla provincia del Guizhou dal 1916 al 1925.
Questa cricca fu fondata da Liu Xianshi, un generale della dinastia Qing. Inizialmente, Liu Xianshi sostenne Yuan Shikai nel suo tentativo di restaurare l'impero nel 1915 ma alla fine cambiò schieramento e si unì a Cai E e Tang Jiyao durante la guerra di protezione nazionale. Presto fu in grado di espandere temporaneamente e parzialmente il suo potere nel Guangxi, Guangdong e Hunan. Faceva affidamento sui grandi militari della cricca: Chen Bingkun, Tan Haoming, Mo Rongxin e Shen Hongying.

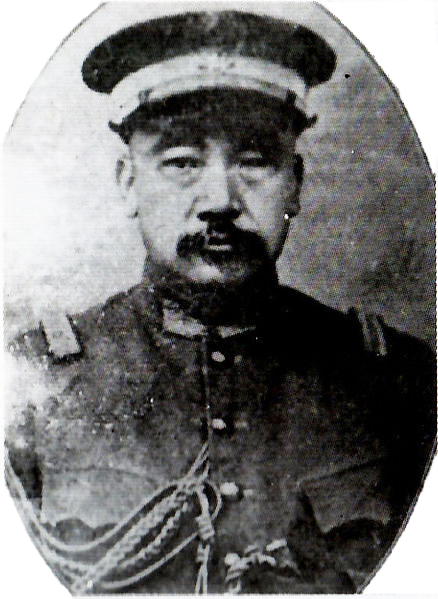
Liu Xianshi

La cricca ebbe immediatamente successo e potenza all'inizio del periodo dei signori della guerra. Infatti, già nel 1916, Liu Xianshi fu in grado di ottenere il sostegno del Corpo d'armata del Pei-yang, che lo rese ufficialmente comandante della regione del Guangxi e Guangdong. Durante il Movimento di protezione della costituzione combatté contro il signore della guerra della cricca di Anhui Duan Qirui. Cercò anche di collegare i contatti con Wu Peifu della cricca di Zhili e costrinse Sun Yat-sen a lasciare Canton. Solo nel 1920 Sun Yat-sen tornò nel Guangdong con la forza e scacciò l'esercito del Guizhou con l'aiuto delle vicine cricche. Liu Xianshi dovette fuggire a Shanghai.
Perdendo il controllo del Guangdong, la cricca del Guizhou fu privata di importanti risorse finanziarie portuali e commerciali e isolata nella sua provincia relativamente povera.
Nel 1922 i nuovi signori del Guizhou, Lin Junting e Han Caifeng fondarono un nuovo esercito e iniziarono a conquistare il Guangxi. Nel frattempo, Chen Jiongming sfidò il Governo della Repubblica di Cina di Canton e si ribellò. Ma Lin Junting e Han Caifeng non poterono approfittare di questa situazione favorevole.
Infatti già nel 1923 Lu Rongting tornò nel Guangxi e cercò di riprendere il controllo della vecchia cricca del Guangxi. Il caos dilagò molto rapidamente non solo nel Guangxi ma anche nel Guizhou perché i signori locali si combattevano: oltre a Liu Xianshi, Lu Rongting, Lin Junting e Han Caifeng, apparivano Shen Hongying, Huang Shaohong e Li Zongren.
Dal 1925 al 1928 la cricca dello Yunnan riuscì a prendere gran parte del controllo del Guizhou durante la guerra Yunnan-Guangxi.
Ma alla fine fu il Kuomintang a eliminare il suo dominio con la forza. Lu Rongting fu costretto a ritirarsi definitivamente e gli eserciti degli altri signori della guerra furono smobilitati. Ma il Kuomintang mantenne in carica i numerosi signori locali. Pertanto, la cricca del Guizhou non era altro che uno sciame di piccoli signori locali gelosi della loro indipendenza e senza un reale coordinamento. Fino alla fine della Spedizione del Nord questi signori locali condividevano il territorio di Guizhou e Guangxi ma rimasero soggetti a Chiang Kai-shek. Nel 1931 scelse di nominare Wang Jialie governatore della provincia.

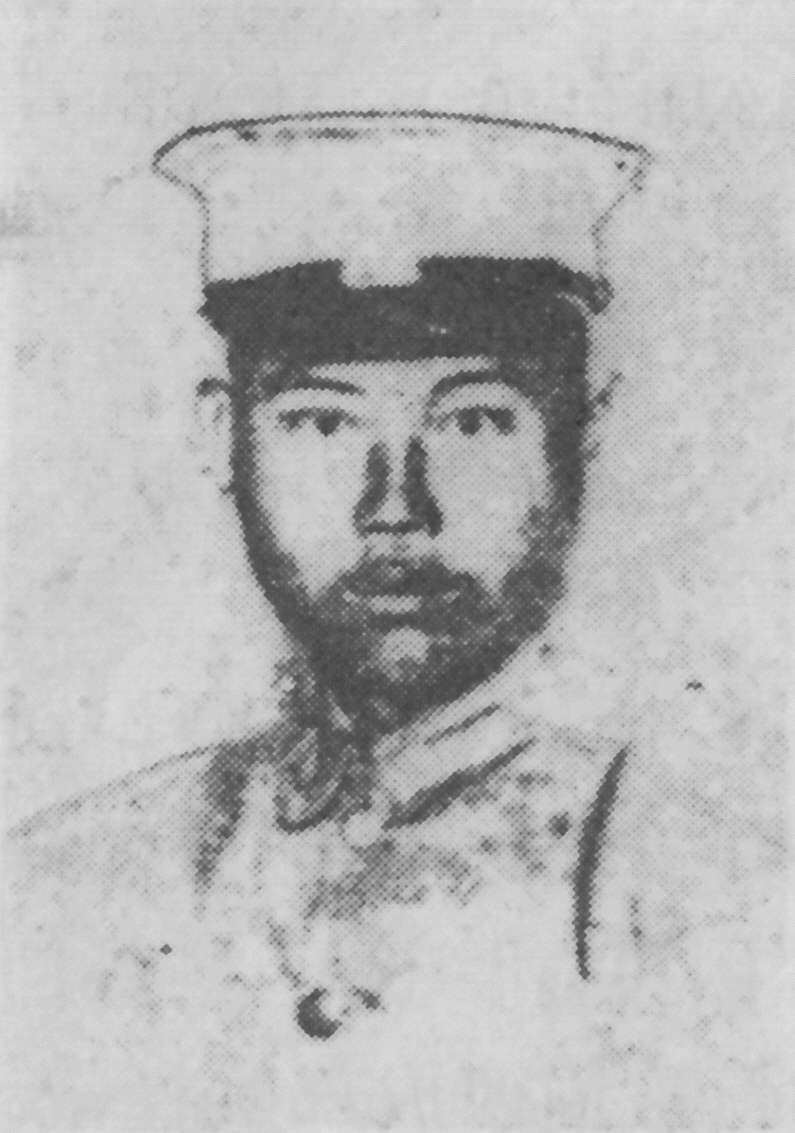
Wang Jialie

Wang Jialie fu installato da Chiang Kai-shek nel Guizhou nel novembre 1931 per mantenere il controllo del Kuomintang sulla provincia. Tuttavia Wang si dimostrò un feroce oppositore ai molti tentativi di Chiang di unificare la Cina sotto il suo dominio.
Nel 1935 lasciò che i comunisti sfiniti dalla Lunga marcia attraversassero con calma la provincia simulando la lotta contro di loro. Non essendo stato ingannato, Chiang Kai-shek inviò le sue forze e corruppe tutti i principali luogotenenti di Wang Jialie. Perso il sostegno delle sue forze militari, Wang non poté fare nulla e fu successivamente rimosso.
Immediatamente, Chiang Kai-shek incorporò il Guizhou alla Repubblica di Cina, ponendo fine alla cricca del Guizhou nel maggio 1935.